# Ziziphus hamur
Ziziphus hamur är en brakvedsväxtart som beskrevs av Adolf Engler. Ziziphus hamur ingår i släktet Ziziphus och familjen brakvedsväxter. Inga underarter finns listade i Catalogue of Life.